# Christopher Fomunyoh
Christopher Fomunyoh, né le 14 août 1956 à Guzang (Cameroun), est un politologue camerounais, cadre supérieur et directeur régional pour l'Afrique au  National Democratic Institute for International Affairs.

## Enfance
Christopher Fomunyoh est l'aîné d'une famille de planteurs de café du village de Guzang, dans l’arrondissement de Batibo, où il est né. Il fréquente divers établissements chrétiens d'enseignement primaire à Guzang, Ambo, et Eka-Bifang, avant d'intégrer le Collège protestant du Cameroun (CPC), à Bali, pour poursuivre ses études secondaires dont le premier cycle s’achève en 1973. Après l'obtention de son diplôme de fin premier cycle, il intègre le Cameroon College of Arts, Science, and Technology de Bambili (CCAST) où il obtient le Advance Level General Certificate of Education (l’équivalent anglophone du baccalauréat dans le système éducatif francophone) en 1975, avant de s’inscrire à la faculté de droit et des sciences économiques de l'université de Yaoundé.

## Parcours universitaire
Christopher Fomunyoh est titulaire d'une licence en droit de l'université de Yaoundé (Cameroun, 1979); d'un master en droit international de l’université Harvard (États-Unis, 1989) ; et d'un doctorat en sciences politiques de l'université de Boston (États-Unis, 1993). Il est également titulaire d'un certificat professionnel en droit du transport aérien de l'université d'Aix-en-Provence en France. Le Dr Fomunyoh est chercheur associé au Centre d'études stratégiques de l'Afrique (CESA), et ancien professeur vacataire à l'université de Georgetown où il a dispensé des cours sur la politique et les gouvernements africains. Il s’exprime couramment en français et en anglais.

## Carrière
Fraîchement émoulu de l'université de Yaoundé, Christopher Fomunyoh exerce à la Société nationale des eaux du Cameroun (SNEC), puis à la défunte Cameroon Airlines, deux entreprises implantées dans la ville côtière de Douala où il s'installe et gère le département juridique pendant plus d’une demie décennie avant de quitter le Cameroun pour poursuivre ses études à la prestigieuse université Harvard aux États-Unis. Peu après l’obtention de son master, il travaille comme stagiaire dans les cabinets d’avocat de la Banque de Boston aux États-Unis, et de la Standard Chartered Bank à Douala au Cameroun. Il rejoint en 1993 le National Democratic Institute for International Affairs (NDI) en qualité de cadre supérieur.  Aujourd'hui, directeur régional du NDI pour l’Afrique, le Dr Christopher Fomunyoh organise et conseille les missions internationales d'observation des élections. Il conçoit et supervise les programmes nationaux d'appui à la démocratie en partenariat avec les organisations civiques et les organes législatifs à travers l'Afrique. Dans le cadre de ses activités, il est régulièrement amené à interagir avec des chefs d'état et de gouvernement, des ministres d'état, des élus locaux et des notables. Il a récemment été l'instigateur du lancement de l'Initiative des Anciens Chefs d’États Africains (African Statesmen Initiative), un programme visant à favoriser les transitions politiques en Afrique en encourageant les anciens chefs d'état démocratiques à continuer à s'engager en faveur des causes humanitaires, dans la médiation des conflits, les questions de santé publique, et les autres secteurs décisifs pour le développement humain, politique, et économique du continent . La déclaration de Bamako faite par 15 anciens chefs d’État en mai 2005 au Mali exprime l’engagement de ces derniers à mettre en valeur toute leur expérience pour œuvrer à la promotion d’une Afrique plus pacifique, économiquement prospère, et délivrée de toutes ses épidémies et ses vices structuraux. Le Dr Fomunyoh, affectueusement appelé « monsieur Afrique » par la presse internationale, est une autorité en matière de démocratisation en Afrique, et à ce titre, il est assez sollicité par les organisations de presse et fait des apparitions régulières sur les grands réseaux médiatiques, y compris la Cable News Network (CNN), la British Broadcasting Corporation (BBC), la Voice of America (VOA), la National Public Radio (NPR), la Radio France internationale (RFI), et la Deutsche Welle (DW). Il fait également des interventions à travers la presse écrite, et est souvent cité dans des journaux tels que le Los Angeles Times, le New York Times, le Washington Post, Le Monde, et l'International Herald Tribune. À l'occasion de l'une de ses nombreuses sorties médiatiques, M. Fomunyoh a qualifié l'époque coloniale de « terrible moment dans l'histoire de l'Afrique et du monde », mais a également attribué sans ambigüité la culpabilité des problèmes actuels de l'Afrique à ce qu'il appelle « la mauvaise gouvernance et le manque de leadership visionnaire ».  Le Dr Fomunyoh défend la suprématie de la constitution et s'érige contre tout tripatouillage de ce texte pour satisfaire des fins personnelles et intérêts particuliers comme ce fut très récemment le cas avec la révision de la limite du mandat présidentiel au Cameroun. Il cite volontiers l'exemple du Ghana comme schéma de démocratie naissante. Chris Fomunyoh a récemment fait remarquer :

« Il est primordial pour un pays de fréquemment renouveler son leadership de façon que ses dirigeants puissent apporter des perspectives nouvelles sur les évolutions et développements du monde et contribuer à guider leurs pays sur des voies qui diffèrent des approches typiques et traditionnelles trop longtemps empruntées. »

### Militantisme associatif
Tout au long de sa vie, de sa carrière, et de ses déclarations, Christopher Fomunyoh  a prôné les valeurs de communication respectueuse, même entre parties en désaccord, le type de dialogue visant le compromis en tenant compte des points de vue de toutes les parties concernées, et en faisant des propositions « entérinables ». Le Dr Fomunyoh se souvient d'avoir commencé à affuter cette méthode au milieu des années 1970 lorsqu'il était cadre et membre fondateur du Club UNESCO de l'université de Yaoundé; et avant cela, dans sa période de militantisme quand il était responsable estudiantin et président de l'Association des étudiants de Moghamo de 1975 à 1979. La Radio de la Fondation Fomunyoh à Bamenda au Cameroun défend énergiquement son crédo : « faire entendre la voix des sans-voix », et s'efforce d'offrir une tribune pour diffuser à l'antenne les préoccupations de la majorité silencieuse/paupérisée et établir les contacts indispensables pour développer les compétences si nécessaires pour parvenir à l'autonomie.  TFF, sa fondation familiale, collabore avec diverses institutions traditionnelles, civiles, et administratives au sein du Cameroun afin de faire progresser ses objectifs. Ceci lui a valu les éloges de divers groupements tels que celui des femmes Sawa de Bonendale, Douala dans la région du Littoral, dont la TFF a financé certains projets culturels et de développement ; le centre de promotion des femmes de Moghamo à Batibo; et la chefferie de Dschang dans la région de l’Ouest où M. Fomunyoh possède le titre traditionnelle honorifique de "Suffo".
Dans les mois précédant les élections présidentielles de 2004 au Cameroun, divers groupes d'intérêt, partis et observateurs indépendants, avaient pronostiqué que le Dr Fomunyoh serait un candidat potentiel à la magistrature suprême du Cameroun. Quelques années avant le scrutin présidentiel de 2011, les spéculations vont bon train dans les médias camerounais tant francophones qu'anglophones, la blogosphère, et la Diaspora sur l'éventualité d'un face-à-face Fomunyoh-Biya (au cas où ce dernier se représenterait pour une énième fois candidat à sa propre succession). 
Si les Camerounais, les observateurs internationaux, et un nombre important de personnalités diplomatiques (e.g., S.E. Janet Garvey des États-Unis; le chef de délégation de la Commission européenne, Javier Puyol; le Haut Commissaire Jean Pierre Lavoie du Canada, etc.)  doutent avec raison de la possibilité de tenir des élections crédibles, justes et libres, alors que la commission électorale – ELECAM - est jugée partisane, beaucoup estiment toutefois que 2011 sera une année décisive dans l'histoire politique du Cameroun. M. Fomunyoh n'a laissé transparaître aucun indice sur ses intentions immédiates. Toutefois, chaque silence a des retentissements, et le non-dit semble receler beaucoup plus qu'il n'en paraît. En effet, depuis le début de l’année en cours, ses déclarations dans les médias laissent transparaître une nostalgie perceptible de certains aspects du pays de son adolescence, et un optimisme inébranlable pour les années à venir et les possibilités de changement positif et significatif au Cameroun et en Afrique en général.
Les appels de plus en plus pressants à se lancer dans l'arène politique au Cameroun revêtent une importance particulière pour divers acteurs, et pour diverses raisons. Les démocrates camerounais ont besoin d'un regain d'énergie et d’inspiration dans leur plaidoyer pour une meilleure gouvernance et une responsabilité comptable, vu la performance assez décevante du gouvernement actuel. Les Camerounais de la Diaspora pour leur part rêvent de voir enfin au sommet de l'État camerounais une personnalité qui pourrait faire usage de sa carrure internationale et de son capital culturel et moral pour conférer une certaine crédibilité au pays et redorer sa réputation plutôt ternie sur la scène internationale (il est nécessaire de noter pour le déplorer que le Cameroun possède l'un des indices de perceptions de la corruption (CPI) les plus bas ; ceci signifie en fait que le Cameroun est perçu comme étant profondément corrompu. À plusieurs reprises déjà, le Cameroun a été classé le pays le plus corrompu du monde par Transparency International). Le mutisme de M. Fomunyoh sur la question de sa candidature est loin de dissiper les spéculations qui vont bon train et prennent de l'ampleur, tandis que 2011 s'approche inexorablement, à grands pas; et que de nombreux Camerounais prennent l'initiative personnelle de réserver des noms de domaine, de créer qui des clubs des amis de Fomunyoh (CAF), qui des groupes virtuels de discussion. Ce, dans l'optique de le convaincre et de le motiver à se décider à se lancer enfin dans la course présidentielle.

### Vie privée
Christopher Fomunyoh est marié à Mary-Anne avec qui il a trois enfants : Franklin (14 ans), Brian (12 ans), et Christina (8 ans). Christopher passe le plus clair de son temps à sillonner l'Afrique et d'autres parties du monde, pour soutenir les dirigeants et militants politiques et civils actifs dans les mouvements de promotion de la démocratisation. Pendant ses rares moments de détente il est un passionné de football, et est un fan des Lions indomptables.